# Petunija Dursley
Petunja Dursley je poročena in ima sina Dudleya, ki je zanjo najbolj prisrčen otrok na svetu. Imela je sestro, ki je bila čarovnica. Svoje sestre se je sramovala, po njeni smrti pa skrbela za njenega sina Harrija Potterja.